# Pueblo lule
Los lules son un pueblo indígena de características huárpidas que vive en Argentina. Originariamente se encontraban en parte de la provincia de Salta y regiones vecinas de Paraguay y Bolivia. Fueron desplazados por los wichís hacia la parte noroeste de la provincia de Santiago del Estero, norte de la provincia de Tucumán y sur de Salta. Su lengua se supone emparentada con el vilela junto con el que forma la familia lule-vilela.

## Historia
Habitaron en la misma región que los vilelas, un pueblo de características culturales afines pero lingüísticamente diferentes. Estaban también relacionados con los tonocotés y los mataraes. Comprendían las parcialidades siguientes: esistiné o isistinés, toquistiné o tokistiné, oristiné, axostiné, tamboriné, guaxastiné y casutiné. Hacia fines del siglo XVII se encontraban en el interior del Gran Chaco.
Los lules eran básicamente cazadores y recolectores y por tanto nómadas, aunque también cultivaron una gran variedad de plantas alimenticias como el maíz, el zapallo, la papa, la quínoa. Las poblaciones sedentarias se asentaron en los márgenes occidentales de la actual capital de la provincia de Salta, donde se puede identificar sus emplazamientos con clara influencia andina, y un marcado proceso de andinizacion, domesticaron animales como los camélidos para la producción de lana, carne y de carga.
Para reducirlos la Compañía de Jesús fundó en 1670 la misión de San José de Lules en el departamento Lules, a pocos kilómetros de la ciudad de San Isidro de Lules en Tucumán, que persistió hasta la expulsión de los jesuitas en 1768. La misión de "San José de Lules" hacía de "tablada" al estilo del mercadeo de ganado, pero con la población indígena de lules y diaguitas, quienes eran a veces vendidos para servicio personal de la oligarquía terrateniente, o como mano de obra a las grandes plantaciones y obrajes del Tucumán colonial.
Luego de la campaña punitiva contra los indígenas del Chaco llevada adelante en 1708 por el gobernador del Tucumán Esteban de Urizar y Arespacochaga los jesuitas del colegio de Salta crearon en 1711 junto al Fuerte de Balbuena la reducción de San Juan Bautista de Balbuena con 400 lules de las parcialidades isistiné y toquistiné o toquisrineses. El 7 de agosto de 1715 el padre Antonio Machoni trasladó la misión al Fuerte de Miraflores, ubicado a catorce leguas al oeste, creando la reducción de San Esteban de Miraflores a orillas del río Salado. La misión fue destruida por indígenas en 1728, dispersándose los lules. Fue restablecida en 1752 a 36 leguas al sudeste de la ciudad de Salta, en la margen izquierda del río Salado sobre la falda oriental del cerro de Miraflores. Tras la expulsión jesuita de 1768 la misión pasó a los franciscanos, pero a principios del siglo XIX fue abandonada definitivamente.

## Lules actuales

Bandera del pueblo Lule

Actualmente sus descendientes están en parte mestizados y aculturados por la población blanca argentina. Entre sus comunidades se encuentra la de lules-vilelas de El Retiro en la provincia de Santiago del Estero. En la provincia de Tucumán se encuentran en el departamento Lules las comunidades de El Nogalito (80 familias), Mala Mala (25 familias) y Potrero de Las Tablas (15 familias). En el departamento Tafí Viejo, las comunidades de El Siambón (45 familias) y La Oyada (15 familias). Mientras que en la provincia de Salta se encuentra la comunidad Lules "Las Costas"(250 familias) con la mayor densidad.
La Encuesta Complementaria de Pueblos Indígenas (ECPI) 2004-2005, complementaria del Censo Nacional de Población, Hogares y Viviendas 2001 de Argentina, dio como resultado que se reconocieron o descienden en primera generación del pueblo lule 854 personas en Argentina.
El Censo Nacional de Población de 2010 en Argentina reveló la existencia de 3721 personas que se autoreconocieron como lules en todo el país, 1196 de los cuales en la provincia de Santiago del Estero y 658 en la de Tucumán.
Desde 1995 el Instituto Nacional de Asuntos Indígenas (INAI) comenzó a reconocer personería jurídica mediante inscripción en el Registro Nacional de Comunidades Indígenas (Renaci) a comunidades indígenas de Argentina, entre ellas a 2 comunidades lules (en Salta y Tucumán), 6 lule-vilelas de Santiago del Estero y 1 diaguita calchaquí-lules en Salta:
Comunidades lules
- Comunidad Indígena El Nogalito (en el departamento Lules de Tucumán) el 15 de julio de 2003
- Comunidad Indígena Lules de Finca Las Costas (en el departamento de la Capital de Salta) el 14 de diciembre de 2006

Comunidad diaguita calchaquí-lule
- Comunidad del Pueblo Indígena en Anta (en el departamento Anta de Salta) el 4 de octubre de 1999

Comunidades lule-vilelas
- Comunidad El Retiro (en el departamento Copo) el 8 de agosto de 2005
- Comunidad Lule Vilela Tusca Bajada (en el departamento Pellegrini) el 8 de agosto de 2005
- Comunidad Lule Vilela La Soledad y Villa Estela (en el departamento Pellegrini) el 25 de octubre de 2007
- Comunidad Indígena Lule Vilela de Corral Quemado (en el departamento Copo) el 26 de marzo de 2009
- Comunidad Ashka Kaicu del Pueblo Lule Vilela (en el departamento Figueroa) el 15 de diciembre de 2010
- Comunidad Lule Vilela La Armonía (en el departamento Copo) el 28 de abril de 2010
- Comunidad Lule Vilela Paraje Sol de Mayo y otros, municipio de Campo Gallo, departamento Alberdi, provincia de Santiago del Estero, el 28 de diciembre de 2020